# 100 Thieves
100 Thieves, LLC é uma marca de estilo de vida e uma organização de esportes eletrônicos americana com sede em Los Angeles, Califórnia, fundada em 2017 por Matthew "Nadeshot" Haag. A organização compete em vários jogos eletrônicos, incluindo Apex Legends, Call of Duty, League of Legends e Valorant. Atualmente, eles possuem três equipes franqueadas, na League Championship Series (LCS), VCT: Liga das Américas e Call of Duty League (sob a marca Los Angeles Thieves).

## História
A 100 Thieves foi fundada em 2017 por Matthew "Nadeshot" Haag, ex-capitão da equipe de Call of Duty da OpTic Gaming, medalhista de ouro da Major League Gaming X Games e Atleta de Esports do ano de 2014. Em novembro de 2017, a 100 Thieves recebeu um investimento multimilionário do proprietário do Cleveland Cavaliers e do Quicken Loans, Dan Gilbert, permitindo que a empresa se expandisse para uma organização de esports completa.
Em 23 de outubro de 2018, 100 Thieves anunciou que terminaram sua rodada de financiamento da Série A co-liderada por Scooter Braun e Drake, que se tornaram co-proprietários quando arrecadaram US$ 25 milhões. Incluídos nesta rodada estavam Sequoia Capital, Ludlow Ventures, Courtside Ventures, WndrCo, Marc Benioff, Drew Houston, Green Bay Ventures, Tao Capital e Advancit Capital. Outros participantes da rodada de financiamento incluem Marc Benioff, Drew Houston e Sequoia Capital, entre outros. A rodada de financiamento da Série B em 16 de julho de 2019 foi liderada pela Artist Capital Management, que arrecadou US$ 35 milhões. Incluído nesta rodada está Aglae Ventures, Groupe Arnault (acionista controlador da Louis Vuitton Moet Hennessy).
Em março de 2021, a 100 Thieves assinou um contrato de patrocínio com Truly Seltzer e Twisted Tea. Eles adquiriram a empresa de periféricos de jogos Higround em outubro de 2021, marcando sua primeira aquisição. Em 2 de dezembro de 2021, a 100 Thieves anunciou sua rodada de financiamento da Série C, que arrecadou US$ 60 milhões.

## Divisões atuais

### Call of Duty

#### Temporada 2018–19
A equipe começou a temporada assinando a equipe de Kenny, Fero, Octane, Slasher e Enable. Eles ficaram de 9º a 12º na CWL Las Vegas 2019, classificando-se para as Qualificatórias da Pro League e para a Pro League. Depois disso, eles tiveram que reavaliar o elenco, e contratar por empréstimo Priestahh e o treinador Crowder da FaZe Clan, com Fero ficando no banco. No CWL Fort Worth 2019, a equipe terminou em 4º lugar perdendo para o Team Reciprocity, citando problemas médicos com o jogador Priestahh e sendo substituído por Fero. No CWL Anaheim 2019, a equipe conquistou o segundo troféu da organização. Após a Pro League, a 100 Thieves terminou em segundo lugar na Divisão B, qualificando-se para os playoffs da Pro League. Nos playoffs, a equipe ficou de 5º a 6º, perdendo para a Gen.G. No Campeonato Mundial de Call of Duty de 2019, a 100 Thieves terminou em segundo lugar, com uma derrota para a eUnited.

#### Los Angeles Thieves
Depois de anunciar inicialmente sua intenção de não ingressar na Call of Duty League em 2019, a 100 Thieves anunciou em novembro de 2020 que entrariam na liga como "Los Angeles Thieves" depois de adquirir o slot da OpTic Gaming. Eles herdaram o elenco de Kenny, TJHaly, Slasher e Drazah como substitutos, e mais tarde adicionaram Temp como quarto jogador e JKap como treinador. Após sua colocação no top 6 no CDL Stage 1 Major, Temp foi banido e a equipe contratou Venom. Antes do Stage 2 Major, Slasher foi substituído em favor do substituto Drazah. Antes do início da série em casa do Dallas, TJHaly estava no banco e a equipe comprou Huke do Dallas Empire. Antes do início do Stage 4, Huke foi transferido para o banco enquanto TJHaly foi transferido de volta para a lista de titulares. Antes do início da série em casa da LA Thieves, Drazah e Venom foram colocados no banco e Huke e Slasher foram movidos de volta para o elenco inicial. Antes do início do Stage 5, a equipe adicionou John e chamou Drazah e colocou Huke e TJHaly no banco pela segunda vez. No Call of Duty League Championship de 2021, a equipe ficou no top 8 depois de ser eliminada pelo Minnesota ROKKR, encerrando efetivamente sua temporada.
A equipe começou sua off season de 2021-22 se separando dos jogadores TJHaly, John, Venom e Slasher. Em setembro de 2021, o contrato de Huke foi estendido e depois comprado pelo Los Angeles Guerillas. No mesmo mês, a equipe assinou com Octane, reunindo-o com Kenny. No dia seguinte ao anúncio de Octane, a equipe anunciou Envoy como seu quarto jogador finalizando o elenco inicial com Drazah, Envoy, Kenny e Octane para a temporada 2021-22, com Pentagrxm se juntando mais tarde como substituto. A equipe terminou em 1º no quarto Major da temporada e conquistou o primeiro grande campeonato sob a marca LA Thieves. Eles terminaram o ano vencendo o CDL Championship de 2022 em uma final dominante de 5-2 sobre o Atlanta FaZe.

### League of Legends

#### Temporada inaugural
Em 20 de novembro de 2017, a 100 Thieves foi aceita como uma organização franqueada para a temporada de 2018 da NA LCS. A equipe contratou Prolly como seu treinador principal e Ssumday, Meteos, Ryu, Cody Sun e Aphromoo para seu elenco inicial. A equipe ficou em primeiro lugar na temporada regular da primavera com uma pontuação de 12-6, garantindo um avanço para as semifinais. Além disso, Aphromoo foi votado como MVP da divisão da primavera. O primeiro time que eles enfrentaram nos playoffs foi a Clutch Gaming, e a 100 Thieves venceu por 3–2, passando para as finais, onde foram varridos por 0–3 pela Team Liquid nas finais.
O segundo lugar da 100 Thieves os qualificou para o Rift Rivals de 2018, um torneio internacional entre as três melhores equipes da etapa de primavera da Europa e da América do Norte. A equipe optou por usar o jogador substituto Levi no lugar de Meteos para o torneio. Team Liquid, 100 Thieves e Echo Fox competiram contra as europeias Fnatic, G2 Esports e Splyce, com um resultado combinado de 4–5 na fase de grupos com a 100 Thieves com uma pontuação de 1–2 após uma única vitória contra a Splyce. Nas finais de "corrida de revezamento" à melhor de cinco, a equipe perdeu o jogo contra a Fnatic, contribuindo para a derrota combinada de 1–3 da América do Norte para a Europa.
Antes da etapa de verão, a 100 Thieves trocou Meteos para a FlyQuest, em troca de seu selva, AnDa. Após essa mudança de elenco, a equipe ficou em terceiro lugar na temporada regular com uma pontuação de 10–8. A equipe venceu sua primeira partida por 3 a 0 sobre a FlyQuest, antes de perder por 1 a 3 para a Team Liquid nas semifinais, e depois por 2 a 3 na disputa do terceiro lugar para a Team SoloMid.
O desempenho da equipe em ambas as divisões permitiu que eles se classificassem para o Campeonato Mundial de League of Legends de 2018 na Coréia do Sul como a segunda cabeça de chave da América do Norte. A equipe foi sorteada para o Grupo D com a Fnatic da Europa, a Invictus Gaming da China e a G-Rex de Hong Kong. Pouco depois de se qualificar para o campeonato mundial, eles substituíram Cody Sun pelo jogador substituto Rikara. 100 Thieves terminou em terceiro em seu grupo com uma pontuação de 2–4, e 12º no geral, não se classificando para a fase eliminatória.

#### 2019–2022
Em 2019, a equipe estendeu o contrato do topo Ssumday, enquanto Ryu passou para a posição de assistente. Cody Sun e Rikara optaram por deixar a equipe e foram substituídos por Huhi e Bang. No meio da etapa de primavera, Huhi foi colocado no banco a favor do Soligo, mas apesar das tentativas de mudança, a equipe terminou a etapa de primavera em último lugar, com uma pontuação de 4–14, e optou por fazer mudanças adicionais no elenco para a etapa de verão. Huhi deixou a equipe, e Amazing se juntou para substituir AnDa, que foi transferido para o elenco da 100 Thieves Academy junto com Ryu. Um mês após a separação, a equipe substituiu Soligo por Ryu, e também trocou Ssumday por FakeGod, já que as regras da LCS exigiam pelo menos 3 residentes norte-americanos no elenco principal. A equipe terminou a etapa de verão em oitavo lugar e não se classificou para a pós-temporada.
100 Thieves começou a temporada 2020 com o anúncio de que PapaSmithy se juntaria à equipe como o novo gerente geral. Zikz foi a próxima adição à lista, substituindo Prolly como treinador principal, e Meteos e Cody Sun voltaram ao time pela segunda vez, ao lado de novas adições Stunt e Ry0ma. Ryu, Amazing, Bang e Aphromoo deixaram a equipe, com FakeGod voltando para o Academy e Ssumday voltando para o elenco principal. Na primavera, a equipe terminou em terceiro na temporada regular com uma pontuação de 10–8, e se classificou para a pós-temporada pela primeira vez desde 2018. No entanto, uma vez nos playoffs, eles foram varridos por 0–3 pela Cloud9, e depois perderam por 2–3 para o Team SoloMid na chave inferior. Após um início de 1–5 na etapa de verão, a equipe se separou dos jogadores Meteos e Stunt, e convocou os jogadores do Academy Contractz e Poome para substituí-los. A equipe terminou em sétimo no final da etapa de verão com uma pontuação de 7–11, e foi semeada na chave inferior dos playoffs, onde seriam varridos por 0–3 pela Evil Geniuses para terminar sua temporada de 2020.
A temporada de 2021 começou com a equipe assinando com Closer, FBI, Damonte e Huhi da Golden Guardians. Ry0ma e Poome foram transferidos para o elenco Academy, enquanto Cody Sun e Contractz deixaram a equipe. A equipe também adicionou Freeze e Lustboy à equipe técnica. A temporada começou com o torneio Lock-In de pré-temporada, e a equipe começou forte, ficando em primeiro em seu grupo, antes de varrer a Immortals por 2–0 na primeira rodada da fase eliminatória. Nas semifinais, eles enfrentaram a Cloud9 e, apesar de vencer os dois primeiros jogos, foram derrotados por 2–3 na série e terminaram em 3º/4º no torneio. Na semana 5 da etapa de primavera, a equipe decidiu trazer de volta Ry0ma como titular e enviou Damonte para o Academy. Eles terminaram a etapa de primavera em terceiro lugar, e no Mid-Season Showdown, foram varridos por 0–3 pela Cloud9, antes de conquistar uma vitória por 3–0 contra a Dignitas na chave inferior. A equipe enfrentou a Team SoloMid em seguida, e caiu por 1–3, e foi eliminada dos playoffs.
Depois de terminar em quarto lugar na etapa de primavera, a equipe se separou do técnico Zikz e contratou Reapered em seu lugar. Antes do início da etapa de verão, a 100 Thieves assinou com Abbedagge da LEC, e Ry0ma foi posteriormente enviado de volta ao Academy, enquanto Damonte foi dispensado pela organização. O elenco renovado terminaria em segundo lugar na temporada regular, com uma pontuação de 29–16. A equipe venceu sua primeira partida dos playoffs por 3–2 contra a Evil Geniuses, antes de cair por 2–3 para a Team Liquid. Na chave inferioir, a 100 Thieves derrotou a Cloud9 por 3–1 para marcar uma revanche nas finais contra a Team Liquid. Desta vez, a 100 Thieves derrotou a Team Liquid em uma raspagem de 3–0, para ganhar o LCS Championship de 2021 e se classificar para o Campeonato Mundial de League of Legends de 2021. O desempenho da equipe garantiu a eles um avanço no Grupo B ao lado da Edward Gaming da China, T1 da Coréia do Sul e DetonatioN FocusMe do Japão. A equipe terminou em terceiro em seu grupo, com uma pontuação de 3–3, e foi eliminada do torneio, ficando em 9º–12º no geral e terminando sua temporada.
Em 2022, a equipe anunciou que todos os cinco jogadores retornariam, com o topo Tenacity como sexto jogador. Mithy também se juntou à equipe técnica no período de entressafra. Mais uma vez, a 100 Thieves estavam no topo de seu grupo no torneio Lock-In, no entanto, eles foram derrotados por 0–2 pela Dignitas nas quartas de final da fase Knock-Out e eliminados cedo. Através do primeiro rodízio da etapa de primavera, a 100 Thieves acumularam uma pontuação de 5–4, colocando-os em um empate de três vias pelo terceiro lugar. 100 Thieves finalmente terminou a etapa de primavera com um recorde de 12–6, garantindo o terceiro lugar. Na primeira rodada dos playoffs, eles varreram a Cloud9 por 3–0 para avançar para as finais da chave superior, onde voltaram de um déficit de 0–2 para reverter a varredura da Team Liquid e avançar para a Grande Final. Lá, eles perderam por 0–3 para a Evil Geniuses, negando a 100 Thieves de vencer dois campeonatos consecutivos.

### Valorant
Em 4 de junho de 2020, a 100 Thieves anunciou sua entrada no cenário competitivo de Valorant através da contratação de Hiko. Dentro de três semanas da contratação de Hiko, a equipe foi finalizada. A equipe original consistia em Valliate, YaBoiDre, Venerated e Pride. Essa equipe, no entanto, não durou muito, pois em 14 de agosto de 2020, todos os membros, exceto Hiko, foram liberados. No mesmo dia, a equipe assinou contrato com o veterano de CS:GO Nitr0. 3 semanas depois, a equipe trouxe outro veterano de CS:GO Steel. 2 meses depois, a equipe foi novamente finalizada após a contratação de Asuna e Dicey da Immortals. A equipe venceu o primeiro torneio Valorant First Strike derrotando a TSM nas grandes finais.
Em 26 de janeiro de 2021, a equipe trouxe Silenx como substituto no lugar de Nitr0 devido à esposa de Nitr0 entrar em trabalho de parto. Em 28 de fevereiro de 2021, a equipe colocou Dicey no banco em favor de Ethan do CS:GO. Após o torneio Masters 3, a equipe decidiu convocar seu substituto B0i para o elenco principal e transferiu Steel para o banco. A equipe também adicionou Seven como substituto. A temporada de 2021 terminou depois de cair para a Cloud9 no NA Last Chance Qualifier para o Valorant Champions de 2021. Em 23 de novembro, Dicey e B0i foram retirados da equipe. Logo depois, tanto Steel quanto Nitr0 deixaram a equipe.
Eles começaram 2022 com a assinatura de Ec1s e BabyJ e promovendo o analista Jovi a treinador principal. Após duas derrotas na fase de grupos do NA VCT Challengers Stage 1 de 2022, Ec1s e BabyJ foram liberados e a equipe adquiriu Bang e JcStani por empréstimos. Depois de ser eliminado na fase de grupos do NA VCT Challengers de 2022, a equipe se separou de Jovi e contratou Sgares como treinador principal com Mikes se juntando a ele como assistente e contratando DDK como gerente geral. Em 27 de março, JcStani anunciou seu free agency após o término de seu período de empréstimo com a equipe. Em 12 de abril, Hiko anunciou sua aposentadoria do Valorant competitivo, mas permaneceu na organização como criador de conteúdo. Alguns dias depois, Bang foi totalmente comprado e a equipe assinou com Derrek, Stellar e Will, enquanto Ethan foi transferido para o banco e depois liberado. A equipe conseguiu se qualificar para o Valorant Champions de 2022 depois de derrotar o The Guard nas grandes finais do NA Last Chance Qualifier. A equipe foi então colocada no Grupo D ao lado de DRX, FURIA Esports e Fnatic.

## Divisões extintas

### Counter-Strike: Global Offensive
Em dezembro de 2017, a 100 Thieves anunciou que assinou com o antigo elenco da Immortals. A organização teve problemas com vistos, resultando na dissolução da equipe.

No final de outubro de 2019, a 100 Thieves anunciou a assinatura do antigo elenco da Renegades. No IEM Beijing 2019, a equipe ficou em segundo lugar no torneio, perdendo para a Astralis. A equipe ficou em 7º–8º lugar nas finais da ESL Pro League Season 10, perdendo para a Fnatic. Em 12 de outubro de 2020, a 100 Thieves anunciou sua saída do cenário competitivo de CS:GO, citando complicações com viagens, foco em eventos europeus e COVID-19 como os principais motivos por trás da mudança.